# Ginga no uo: Ursa minor blue
Ginga no uo: Ursa minor blue (銀河の魚~URSA minor BLUE~?) è un anime OAV di genere fantastico diretto da Shigeru Tamura.

## Trama
Una notte il giovane Yuri, figlio di un anziano astronomo, scrutando il cielo scopre una nuova stella. Accorso anche il nonno, i due scoprono che questa stella cadente altri non è che un gigantesco pesce capace di inghiottire anche le stelle più luminose. Decisi a fermarlo e a salvare la galassia, nonno e nipote partono su una piccola barca a remi in grado di solcare i cieli per intraprendere la pesca più difficile della loro vita.

## Personaggi
Yuri
Doppiato da Shouhei Ayukawa
Il vecchio astronomo
Doppiato da Ichirô Nagai
Tongari
Doppiato da Isamu Tanonaka